# Entrop (autofabrikant)
Entrop (1874-1962) is een Nederlandse fabrikant geweest van auto's, die aan het begin van de 20e eeuw produceerde. Opgericht door Marinus Entrop, een voormalig werknemer van Neerlandia. Hij startte niet meteen met auto's, maar concentreerde zich op fietsen.
In 1909 bouwde Entrop een zogenaamde Tricar. Een Tricar is een kruising tussen een motorfiets (voorkant) en een auto (achterkant). De auto woog een kleine 200 kilo en had een 417 cc motor, die de wielen aandreef met kettingen en een differentieel. Niet veel later volgde een tweede Tricar, ditmaal met een 813cc tweecilinder motor. Er werden in totaal vier van deze driewielers gemaakt, die naar Brazilië, Indië, Nijmegen en Scheveningen gingen.
Entrop bouwde daarna een dubbeldekker op een vrachtwagenchassis. Hiermee begon hij een autobusdienst, verdere fabricage vond niet plaats.
Akkermans · 
Altena · 
Anderheggen · 
Antilope · 
Arnhemsche Machinefabriek  · 
Ataf-Porata · 
Autolette · 
Bambino · 
Belcar · 
Bermuda Buggy · 
BGF · 
Boro · 
Bij 't Vuur · 
Carver · 
Citeria · 
CoTuRa · 
DAF · 
Entrop · 
EWB · 
Eysink · 
Gatso · 
Gazelle ·
Gelria ·
Groninger Motorrijtuigen Fabriek · 
Gruno · 
H.A.M. · Havas · 
Hinde ·
Konings · 
Max · 
Neerlandia · 
Netam ·
Omnia · 
Rizovari · 
Ruiter ·
Ruska · 
Simplex ·
Spyker ·
Story ·
V.L.A.M.